# Tokijski narodni muzej
Tokijski narodni muzej (東京国立博物館 (Tōkyō Kokuritsu Hakubutsukan)) ali TNM je umetnostni muzej v parku Ueno v predelu Taitō v Tokiju na Japonskem. Je eden od štirih muzejev, ki jih upravlja Nacionalni inštitut za kulturno dediščino (国立文化財機構), velja za najstarejši narodni muzej na Japonskem, je največji umetnostni muzej na Japonskem in eden največjih umetnostnih muzejev na svetu. Muzej zbira, hrani in prikazuje obsežno zbirko umetniških del in kulturnih predmetov iz Azije, s poudarkom na starodavni in srednjeveški japonski umetnosti ter azijski umetnosti vzdolž svilne poti. Obstaja tudi velika zbirka grško-budistične umetnosti. Od aprila 2023 je imel muzej približno 120.000 kulturnih dobrin, vključno z 89 nacionalnimi zakladi, 319 zakladi Horyuji in 649 pomembnimi kulturnimi dobrinami. Od istega datuma je japonska vlada označila 902 del umetnosti in obrti kot nacionalno bogastvo in 10.820 del umetnosti in obrti kot pomembne kulturne dobrine, tako da muzej hrani približno 10 % del umetnosti in obrti, označenih kot nacionalno bogastvo in 6 % tistih, ki so označeni kot pomembne kulturne dobrine. Muzej ima tudi 2.651 kulturnih dobrin, ki so jih deponirali posamezniki in organizacije, od tega 54 nacionalnih bogastev in 262 pomembnih kulturnih dobrin. Od tega je naenkrat razstavljenih 3000 kulturnih znamenitosti, pri čemer se vsaka spreminja od štiri do osem tednov. Muzej tudi izvaja raziskave in organizira izobraževalne dogodke, povezane s svojo zbirko.
Objekti so sestavljeni iz Honkana, v katerem je japonska galerija; Heiseikan in Hyokeikan s posebnimi razstavami; Toyokan, ki ima Azijsko galerijo; Galerija zakladov Horyuji, ki hrani pomembne relikvije, ki so bile prvotno shranjene v templju Horju-dži v Nari; spominska dvorana Kuroda, ki hrani zbirko del Kurode Seikija; in Raziskovalno-informacijski center. V muzejskih prostorih so restavracije in trgovine, pa tudi razstave na prostem (vključno s Kuromonom) in vrt, kjer lahko obiskovalci uživajo v sezonskih pogledih.
Tokijski narodni muzej je eden od štirih muzejev, ki jih upravlja nacionalni inštitut za kulturno dediščino; Narodni muzej Kjoto, Narodni muzej Nara in Narodni muzej Kjušu so muzeji, ki niso v Tokiju. Narodni muzej v Tokiju je reprezentativen muzej, ki celovito razstavlja japonska kulturna bogastva, vendar so drugi nacionalni muzeji bolj popolni na določenih področjih, kot so kulturna bogastva iz obdobja Meidži v 19. stoletju do danes. Neodvisna upravna ustanova Narodni muzej umetnosti upravlja sedem muzejev, specializiranih za posebna področja, vključno s tistimi, ki se osredotočajo na sodobno umetnost in japonske obrti, ter tistimi, ki se osredotočajo na zahodno umetnost. Dva muzeja, ki ju upravlja Nacionalni inštitut za humanistiko, se osredotočata na folkloro. Muzej cesarskih zbirk, ki ga upravlja Imperial Household Agency, se osredotoča na kulturne dobrine, ki jih je japonska cesarska družina podarila narodu.

## Imena
Muzej je doživel več sprememb imena. Prvotna razstava iz leta 1872 je bila znana kot Muzej ministrstva za šolstvo. Kompleks v Učijamašita-čō je bil sprva znan preprosto kot Muzej (Hakubucukan), preden je postal Šesti urad ministrstva za notranje zadeve, nato pa je bil ponovno znan kot Muzej in nato Muzej muzeja predsedstvo. Leta 1888 se je preimenoval v Cesarski muzej, kar je odražalo njegovo spremembo lastništva cesarske hiše. Ko so se odprli drugi muzeji, se je leta 1900 to spremenilo v bolj specifičen Tokyo Imperial Household Museum. Po vladnih reformah, uvedenih po drugi svetovni vojni, se je leta 1947 preimenoval v Narodni muzej in leta 2001 v Tokijski narodni muzej. Muzej je včasih znan tudi kot Muzej Ueno.

## Zgodovina

### Razstava Yushima Seido
Narodni muzej v Tokiu je najstarejši nacionalni muzej na Japonskem. Meni, da je bil njen izvor razstava Yushima Seido ali Shoheizaka, javna razstava cesarskih umetnin in znanstvenih primerkov, ki jo je organiziral muzejski oddelek ministrstva za šolstvo od 10. marca do 30. aprila 1872 v 5. letu obdobja Meidži. Pristnost predmetov je potrdila nedavna raziskava Džinšin, ki je popisala in preverila različne cesarske, plemiške in tempeljske posesti po vsej državi. Razstava iz leta 1872, ki so jo vodili Shigenobu Okuma, Tsunetami Sano in drugi, se je razširila na razstavo iz leta 1871 na šoli Kaisei v Tokiu (danes Univerza v Tokiu), da bi se pripravila na mednarodno razstavo na Svetovnem sejmu na Dunaju leta 1873, ki je slavila F. proizvaja in spodbuja izvoz; z delegacijo je bilo poslanih tudi 24 inženirjev, ki so na sejmu preučevali najsodobnejše zahodno inženirstvo za uporabo v japonski industriji. Navedeni so bili najpomembnejši izdelki vsake province in od vsake sta bila zbrana po dva primerka, eden za razstavo na Dunaju in drugi za ohranitev in razstavitev v novem muzeju. Razstava iz leta 1872, ki je potekala v dvorani Taiseiden nekdanjega konfucijanskega templja v Jušima Seido v soseski Šoheizaka, je bila odprta vsak dan od 9.00 do 16.00 in je nazadnje sprejela približno 150.000 ljudi. Razstava leta 1873 na Dunaju je poleg zbirke regionalnih predmetov vključevala tudi celoten japonski vrt s svetiščem, maketo nekdanje pagode v tokijskem cesarskem templju, zlati šači z gradu Nagoja in kopijo iz papier-mâchéja Kamakura Buda. Naslednje leto je Sano sestavil poročilo o sejmu v 96 zvezkih, razdeljenih na 16 delov. Gottfried Wagener, nemški znanstvenik, ki je takrat delal v Tokiu, je napisal poročili o Umetnostnem muzeju v zvezi z umetnostjo in različnimi obrtmi in Ustanovitev tokijskega muzeja, pri čemer se je odločno zavzemal za ustanovitev muzeja na zahodni ravni v Japonska prestolnica.
- Stari Jušima Seido (1830)
- Razstava Jušima Seido iz leta 1872. Ukijo-e triptih Ikeija Šosaija
- Moški šači gradu Nagoja na razstavi. Šosaijeva grafika ukijo-e.
- Direktorji razstave pred zlatimi šači na dvorišču Taiseiden (1872)

### Muzej Učijamašita
Medtem ko je potekal dunajska svetovna razstava, je razstavni urad organiziral lokalne predmete v začasno razstavo v kompleksu v Učijamašita-chō (zdaj 1-Chome v Učisaivai-čō), takoj jugovzhodno od cesarske palače, leta marec 1873. Odprli so ga 15. aprila in je bil odprt za javnost naslednje 3 mesece in pol, nato pa so ga odprli na dneve v vsakem mesecu, ki se končajo s številko 1 ali 6. Posebna razstava leta 1874 je bila osredotočena na novo tehnologijo v medicini, kemiji in fiziki. 30. marca 1875 je muzej prešel pod notranje ministrstvo. Do takrat je vključeval sedem stavb - vključno z rastlinjakom - z razstavami, ki so pokrivale japonske starine, kmetijstvo in naravoslovje; posest je imela prostor za živino in prostor za medvede. Muzej je bil še naprej povezan z industrijo in je bil tesno povezan z nacionalnimi industrijskimi razstavami v parku Ueno v letih 1877, 1881 in 1890.
- Gravura Umetnostne galerije za prvo državno industrijsko razstavo (1877)
- Triptih ukijo-e Hirošigeja III., ki prikazuje svojo notranjost (1877)
- Vodnik po drugi državni industrijski razstavi 1881
- Hiroshigeja III. ukijo-e triptih drugega NIE (1881), ki prikazuje originalni Honkan

### Muzej Ueno
Park Ueno je bil ustanovljen leta 1873 na zemljišču, ki je bilo v lasti metropolitanske vlade od uničenja večine templja Kanei.dži med Bošinsko vojno, ki je vzpostavila obnovo Meidži, delno po zgledu ameriške vlade v Yellowstoneu prejšnje leto. Hisanari Machida, prvi direktor muzeja, je že leta 1873 zagovarjal uporabo prostranega parka za obsežen muzej, vendar so se njegovi deli uporabljali za vojaško in izobraževalno ministrstvo do leta 1875, ko je notranje ministrstvo prevzelo popoln nadzor. Zgodnji koncept muzeja je temeljil na muzeju South Kensington (zdaj Muzej Victoria & Albert) v Londonu, vendar so bile narejene pomembne spremembe. Muzejske zbirke so bile razdeljene v osem kategorij likovne umetnosti, narave, kmetijstva in gozdarstva, zgodovine, prava, izobraževanja, industrije ter kopnega in morja. Ministrstvo je dalo celoten park muzeju januarja 1876, vendar so bili tamkajšnji objekti dokončani šele leta 1881, ko je bil prvotni Honkan dokončan pravočasno za drugo državno industrijsko razstavo; manjša zidana stavba, ki je bila uporabljena na prvi nacionalni industrijski razstavi leta 1877, je bila vključena v to kot krilo. Aprila 1881 je bil muzej preseljen iz notranjega ministrstva v ministrstvo za kmetijstvo in trgovino. Začel je graditi povezani živalski vrt in dodal zbirko Asakusa Bunko muzeju kot svoj knjižni oddelek.
S slovesnostjo, ki se je je udeležil cesar Meidži, so muzej in živalski vrt odprli 20. marca 1882; knjižnica je bila ponovno odprta 30. septembra. Objekti so bili odprti za javnost vsak dan razen ob ponedeljkih in dva dni okoli novega leta. Leta 1888 ali 1889 je cesarska družina prevzela lastništvo nad muzejem, osredotočila svoje delovanje na kulturne in znanstvene dejavnosti in končala svojo neposredno vpletenost v trgovino in industrijo. Prvotni Honkan je bil močno poškodovan v potresu v Kantoju leta 1923 in eksponati so bili prestavljeni v nepoškodovani Hyokeikan. Struktura, ki je bila na Japonskem prvotno promovirana kot »trdnost ... ki je ni primerljiva z nobeno drugo«, je njeno propadanje povzročilo razočaranje nad arhitekturo in slogom, ki ju je predstavljala.
Po poroki Hirohita leta 1924 je bil celoten park Ueno - skupaj z muzejem in živalskim vrtom - vrnjen tokijski občinski vladi kot darilo. Medtem ko so se razpravljali o rekonstrukciji glavne stavbe, so bile naravoslovne zbirke leta 1925 odstranjene iz muzeja, da bi oblikovali ločen Tokijski muzej Ministrstva za izobraževanje (današnji Nacionalni znanstveni muzej). Naslednje leto po vzponu Hirohita za cesarja je bil sestavljen odbor za spodbujanje inovacij cesarskega muzeja, ki se je nazadnje odločil zamenjati prejšnjo stavbo. Leta 1931 so organizirali natečaj in izbrali načrt Imperial-Crown, ki ga je pripravil Jin Watanabe.
Sedanji Honkan je bil odprt za javnost leta 1938, potem ko je reorganiziral svojo zbirko, da bi razpustil zgodovinski oddelek in razvrstil svoje fonde kot umetnost. Novembra 1940 so bili Šosoini prvič javno razstavljeni ob praznovanju domnevne 2600. obletnice vzpona prvega japonskega cesarja. Med 20-dnevno razstavo si jih je prišlo ogledat 400.000 ljudi.
Obisk muzeja je začel padati po letu 1925; zaprt je bil leta 1945 med zadnjo fazo druge svetovne vojne. Leta 1947 je bil dodeljen Ministrstvu za šolstvo, Neodvisni upravni ustanovi Narodni muzej leta 2001 (združil svojo upravo z nacionalnimi muzeji Kjoto, Nara in — leta 2005 — Kjušu) in neodvisno upravno institucijo Nacionalni inštituti za kulturno dediščino leta 2007 (združil upravo IAINM z nacionalnimi inštituti za kulturno dediščino) ohranitev v Tokiu in Nari).
Od 18. oktobra 2022 do 11. decembra je tokijski Narodni muzej praznoval svojo 150-letnico tako, da je prvič na eni razstavi prikazal vseh svojih 89 nacionalnih bogastev.

## Objekti

### Honkan (japonska galerija)
Honkan Honkan (本館, Glavna ali Japonska galerija) hrani glavno muzejsko razstavo japonske umetnosti od prazgodovine do poznega 19. stoletja. Ima dve nadstropji in klet s skupno površino 21.500 m². Zasnovana je tako, da je odporna proti ognju in potresu.
Honkan je na nekdanji lokaciji glavne dvorane templja Kanei-dži, ki je bila uničena med Bošinsko vojno. Prvi Honkan je vključeval opečno stavbo, ki je bila uporabljena kot glavna dvorana za prvo državno industrijsko razstavo leta 1877. Gradnja njene zamenjave se je začela naslednje leto po načrtih, ki jih je pripravil angleški arhitekt Josiah Conder. Dvonadstropna opečnata dvorana je vključevala anglo-indijsko arhitekturo, z dvema kupolama zelene čebule, ki presegata stolpe, ki obkrožajo glavni vhod. Dokončana je bila leta 1881. To stavbo je uničil veliki potres v Kantoju leta 1923.
Nadomestila jo je armiranobetonska konstrukcija Jina Watanabeja v slogu cesarske krone z neoklasicistično osnovo in japonsko streho. Dokončan je bil od leta 1932 do 1938 in je stala 7 milijonov jenov. Odprli so jo 10. novembra 1938 s slovesnostjo, ki se je je udeležil cesar Hirohito. Stavba je bila leta 2001 razglašena za pomembno kulturno lastnino Japonske.
Sobe so razvrščene začenši z JV vogalom drugega nadstropja, potekajo v smeri urinega kazalca okrog drugega in prvega nadstropja ter se končajo z JZ vogalom prvega nadstropja. V kleti je še en izobraževalni prostor.
- Vhod v Honkan (Maj 2019)
- Vhod v Honkan, viden s podesta v drugem nadstropju (2013)(2013)
- Pogled na vrt TNM s terase Honkan (March 2018)
- Zadnji del Honkana, kot je viden z vrta(March 2018)

- Posoda srednjega Džōmona (3000–2000 pr. n. št.)
- Kokin Vakašū, obdobje Heian, 10. stoletje
- Samantabhadra, obdobje Heian, 12. stoletje
- Cintamani v obliki plamena, 12.–13 stol.
- Kip Vairocana Bude iz pozlačenega lesa, obdobje Heian, 11.–12. stol.
- Dvanajst nebeških generalov, obdobje Kamakura, 13. stoletje
- Tachi Okanehira, obdobje Heian, 12. stoletje
- Ō-yoroi, obdobje Edo, 16. stoletje
- Kakiemon, obdobje Edo, 17. stoletje
- Maska Noh iz šole Konparu, obdobje Edo, 18. stoletje
- Kosode, obdobje Edo, 18. stoletje
- Orel Suzuki Chokichi, 1892

### Heiseikan
Heiseikan Heisei galerija (平成館) gosti redne posebne razstave v štirih velikih galerijah v drugem nadstropju; prvo nadstropje vključuje japonsko arheološko galerijo, še en prostor za začasne razstave, prostoren salon in kavarno, avditorij ter predavalnice in orientacijske sobe. V prvem nadstropju je tudi galerija večjih donatorjev muzeja.
Heiseikan je bila prvič odprta leta 1999. Njeno ime odraža vladavino dobe njenega nastanka, vladavino cesarja Akihita, ki je trajala od leta 1989 do 2019. Stavba je bila postavljena v spomin na poroko prestolonaslednika Hira z Masako Okavo (zdaj cesar Naruhito in cesarica Masako) 9. junija 1993.
Japonska arheološka galerija predstavlja uporabo arheologije za datiranje izkopanih predmetov in vključuje prikaz različnih najdb z japonskih najdišč, vključno z lončenino Džomon z linearnimi aplikacijami, ki je ena najstarejših lončenin na svetu.
- Najzgodnejše polirano kamnito orodje na svetu. Obdobje pred Jōmonom (japonski paleolitik), 30.000 pr. n. št.
- Začetna keramika Džōmon (radioogljično datirana na 12500 ±350 pred sedanjostjo)
- Zadnji kipec Džōmon (1000–400 pr. n. št.)
- Konjske vprege v obdobju Kofun. Detajl bronastega zrcala (5.–6. stol.). Tumul Eta-Funajama, Kumamoto.
- Železna čelada in oklep z okrasom iz pozlačenega brona, obdobje Kofun, 5. stol.
- Kipec konja Haniwa, skupaj s sedlom in stremeni, 6. stoletje, Japonska
- Buda, obdobje Asuka, 7. stoletje
- Tempeljske ploščice iz Nare, 7. stoletje
- Zvitki vinske trte in grozdja iz Nare, 7. stoletje

### Tojokan (azijska galerija)
Tōjōkan (galerija vzhodnega morja ali azijska galerija (東洋館)) prikazuje muzejske zbirke kitajske, korejske, indijske ter jugovzhodne in srednjeazijske umetnosti. Vključuje tudi prikaz egipčanskih predmetov. V kleti je gledališče, ob strani pa večerja.
Tojokan je zasnoval Joširō Taniguči, odprli so jo leta 1968, prenovili v začetku leta 2010 in ponovno odprli januarja 2013. Visoka je tri nadstropja, vendar uporablja svojo klet in spiralno razporeditev medetaž in stopnic, da razširi svojo zbirko v šest nadstropij.
- Ena prvih upodobitev Bude, 1.–2. stoletje našega štetja, Gandhara iz Pakistana
- Sedeči Buda, Gandhara, 1.–2. stoletje
- Maitreja, sedeč na prestolu na zahodni način, s kušanskim bhakto. Gandhara iz 2. stoletja.
- Bakanalije, prizor, ki predstavlja trgatev vinskega grozdja, grško-budistična umetnost Gandhare, 1.–2. stoletje
- Scena pitja, grške skodelice za pitje, grška obleka. Grško-budistična umetnost Gandhare. 3. stoletje
- Grški zvitek, ki ga podpirajo indijski jaksi, Amaravati Stupa, 3. stoletje
- Severni Vei Buda Maitreja, 443
- Bodhisatva iz dinastije Tang
- Lesena plošča z napisi v toharščini. Kucha, Kitajska, 5.–8. stol.
- Tojokanova zbirka kitajske bronaste posode

### Hōrjū-dži Homocukan (Galerija zakladov Horjudži)
Hōrjū-dži Hōmocukan (Galerija zaklada Horju-dži (法隆寺宝物館)) je dvonadstropna stavba, v kateri je muzejska zbirka relikvij iz templja Horju-dži v Nari. 319 predmetov je tempelj leta 1878 dal cesarski hiši, nato pa jih je dal v Narodni muzej za varno hrambo in ohranitev.
Stavbo je zasnoval Jošio Taniguči in odprli leta 1999.
V medetaži med obema nadstropjema je referenčna soba z digitalnim arhivom zakladov, ki obiskovalcem omogoča ogled celotne zbirke z razlagami v japonščini, korejščini, kitajščini, angleščini, francoščini in nemščini. restavracija v prvem nadstropju.

### Hjokeikan
Hjokeikan (Galerija čestitk (表慶館)), je zaprta za javnost, razen v času posebnih razstav.
Hjokeikan je bila prvič odprta leta 1909. Njeno ime odraža gradnjo v čast poroke prestolonaslednika Jošihita in Sadako Kujo (kasneje cesar Taišo in cesarica Teimei) 10. maja 1900. Kot primer arhitekture pozne dobe Meidži pod vplivom Zahoda je bila leta 1978 označena kot pomembna kulturna dobrina.

### Kuroda Kinenkan (spominska dvorana Kuroda)
Spominska dvorana Kuroda (黒田記念館 (Kuroda Kinenkan)) hrani zbirko del pomembnega umetnika zahodnega sloga (joge) Kurode Seikija. Njegova zbirka trenutno obsega 126 oljnih slik in 170 risb, pa tudi skicirke, pisma itd. Stoji se severozahodno od glavnega muzejskega kompleksa, ima prost vstop in ločen delovni čas (9.30–17.00, z zadnjim vstopom ob 16.30).
Dvorana, ki jo je zasnoval Okada Šiničirō, je bila zgrajena leta 1928 kot del Kurodine zapuščine za uporabo dela njegovega premoženja »za financiranje projektov za promocijo umetnosti«. Leta 1930 je postal sedež Inštituta za raziskovanje umetnosti, ki je postal Tokijski raziskovalni inštitut za kulturne dobrine. TRICP se je preselil leta 2000, naslednje leto pa se je spominska dvorana Kuroda ponovno odprla kot javna galerija. Leta 2007 je bilo njegovo upravljanje preneseno na Tokijski Narodni muzej, ki jo je prenovil, preden ga je ponovno odprl 2. januarja 2015. Vstop je bil prvotno omejen na dvotedenska obdobja v januarju, spomladi in jeseni vendar trenutno je odprt, ko je glavni muzej.
Razstavo v drugem nadstropju sestavljajo 4 prostori: spominska soba Kuroda, čitalnica, avdiovizualna soba in galerija zbirk. V prvem in drugem nadstropju je tudi kavarna.
- Avtoportret v turškem klobuku (1889)
- Dekle z rdečimi lasmi (1892)
- Portret ženske (1898)
- Hong Kong (1900)
- Kozarec za rože (1912)

### Širjokan (Raziskovalno in informacijsko središče)
Širjōkan (Raziskovalno in informacijsko središče (資料館)) hrani knjige, revije, slike in druge dokumente v zvezi z zgodovino, arheologijo ter likovno in uporabno umetnostjo na Japonskem, v Aziji in na Bližnjem vzhodu.[34]
Raziskovalno-informacijski center je bil odprt leta 1984. Nadstropje, ki je odprto za javnost, vključuje dve čitalnici, razstavni prostor in pulte za povpraševanje po arhivih v drugih nadstropjih.[34] Prost dostop je na voljo brez vstopa v preostali del muzeja skozi zahodna vrata kompleksa.